# Tabet (sobrenome)
Tabet (do árabe تابت) é um sobrenome originário do Líbano, presente em vários países no mundo, incluindo o Brasil.
Entre as pessoas notáveis com esse sobrenome estão:
- André Tabet (1902–1981), roteirista judeu-argelino
- Antonio Tabet (nascido em 1974), ator, roteirista e humorista brasileiro
- Ayoub Tabet (1884–1974), político protestante libanês
- Charles Tabet (nascido em 1987), jogador profissional de basquete americano
- Georges Tabet (1905–1984), ator, músico e roteirista judeu-francês argelino
- Maia Tabet, tradutora literária libanesa (do árabe para o inglês), editora e jornalista
- Maurice Tabet (1919–2014), atirador esportivo libanês
- Miguel Ángel Tábet (1941–2020), teólogo venezuelano, padre católico, autor e exegeta
- Nadim Tabet (nascido em 1982), cineasta libanês
- Paul Fouad Tabet (1929–2009), prelado libanês da Igreja Maronita
- Paul Marwan Tabet (nascido em 1960), bispo canadense de origem libanesa da Eparquia Católica Maronita de São Maron de Montreal
- Phillip Tabet (nascido em 1987), jogador profissional de basquete libanês
- Rayyane Tabet (nascida em 1983), artista visual contemporânea libanesa e escultora
- Sylvio Tabet, cineasta e produtor de cinema libanês